# العلاقات الإماراتية الدنماركية
العلاقات الإماراتية الدنماركية هي العلاقات الثنائية التي تجمع بين الإمارات العربية المتحدة والدنمارك.

## مقارنة بين البلدين
هذه مقارنة عامة ومرجعية للدولتين:
| وجه المقارنة                                              | الإمارات العربية المتحدة | الدنمارك                                                     |
| --------------------------------------------------------- | ------------------------ | ------------------------------------------------------------ |
| المساحة (كم2)                                             | 83.60 ألف                | 42.92 ألف                                                    |
| عدد السكان (نسمة)                                         | 9.40 مليون               | 5.79 مليون                                                   |
| الكثافة السكانية (ن./كم²)                                 | 112.44                   | 134.9                                                        |
| العاصمة                                                   | أبو ظبي                  | كوبنهاغن                                                     |
| اللغة الرسمية                                             | اللغة العربية            | اللغة الدنماركية                                             |
| العملة                                                    | درهم إماراتي             | كرونة دنماركية                                               |
| الناتج المحلي الإجمالي (بليون دولار)                      | 382.58 مليار             | 324.87 مليار                                                 |
| الناتج المحلي الإجمالي (تعادل القوة الشرائية) بليون دولار | 640.72 مليار             | 278.61 مليار                                                 |
| الناتج المحلي الإجمالي الاسمي للفرد دولار أمريكي          | 40.44 ألف                | 51.99 ألف                                                    |
| الناتج المحلي الإجمالي للفرد دولار أمريكي                 | 67.67 ألف                | 45.54 ألف                                                    |
| مؤشر التنمية البشرية                                      | 0.835                    | 0.900                                                        |
| رمز المكالمات الدولي                                      | +971                     | +45                                                          |
| رمز الإنترنت                                              | .ae، .امارات             | .dk                                                          |
| المنطقة الزمنية                                           | ت ع م+04:00              | توقيت وسط أوروبا، ت ع م+02:00، ت ع م+01:00، أوروبا/كوبنهاجن ‏ |

## مدن متوأمة
في ما يلي قائمة باتفاقيات التوأمة بين مدن إماراتية ودنماركية:
- ترتبط أبو ظبي مع روسكيلدا باتفاقية توأمة منذ 26 أكتوبر 2002.[15]

## منظمات دولية مشتركة
يشترك البلدان في عضوية مجموعة من المنظمات الدولية، منها:
| علم المنظمة | اسم المنظمة                               | تاريخ انضمام الإمارات العربية المتحدة | تاريخ انضمام الدنمارك |
| ----------- | ----------------------------------------- | ------------------------------------- | --------------------- |
|             | مؤسسة التنمية الدولية                     | 23 ديسمبر 1981                        | 30 نوفمبر 1960        |
|             | يونسكو                                    | 20 أبريل 1972                         | 4 نوفمبر 1946         |
|             | وكالة ضمان الاستثمار متعدد الأطراف        | 20 أكتوبر 1993                        | 12 أبريل 1988         |
|             | الأمم المتحدة                             | 9 ديسمبر 1971                         | 24 أكتوبر 1945        |
|             | الفريق المعني برصد الأرض                  | ?                                     | ?                     |
|             | الاتحاد البريدي العالمي                   | ?                                     | ?                     |
|             | البنك الدولي للإنشاء والتعمير             | 22 سبتمبر 1972                        | 30 نوفمبر 1960        |
|             | الاتحاد الدولي للاتصالات                  | 27 يونيو 1972                         | 1866                  |
|             | منظمة حظر الأسلحة الكيميائية              | ?                                     | ?                     |
|             | مؤسسة التمويل الدولية                     | 30 سبتمبر 1977                        | 20 يوليو 1956         |
|             | المركز الدولي لتسوية المنازعات الاستشارية | 22 يناير 1982                         | 24 مايو 1968          |
|             | منظمة التجارة العالمية                    | ?                                     | 1995                  |
|             | منظمة الشرطة الجنائية الدولية             | ?                                     | ?                     |
|             | البنك الإفريقي للتنمية                    | ?                                     | ?                     |

## وصلات خارجية
- موقع وزارة الخارجية الإماراتية
- موقع وزارة الخارجية الدنماركية